# 九州住電装
九州住電装株式会社（きゅうしゅうすみでんそう、Kyushu Sumidenso, Ltd. ）は、かつて存在したワイヤーハーネス製造メーカー。2010年、東洋ハーネス、北陸ハーネス、新宮電装と合併し、SWS西日本株式会社となった。

## 主力製品・事業
- 自動車用ワイヤーハーネスの製造

## 主要事業所
- 本社 - 大分県日田市大字石井字中の瀬968-5
- 大分工場 - 大分県日田市大字石井字中の瀬968-5
- 熊本工場 - 熊本県菊池市
- 島根工場 - 島根県雲南市

## 沿革
- 1990年 - 九州住電装株式会社設立（資本金1億5千万円）。
- 1993年 - 工場完成に伴い、本格的に操業開始。
- 1994年 - 九州東海電線株式会社と合併。
- 1996年 - ISO9001認証取得。
- 1997年 - 九州住電装大分天瀬工場操業開始。
- 1998年 - 資本金を3億1千5百万円に増資。
- 1999年 - 九州住電装大分西大山工場操業開始。
- 2000年 - ISO14001認証取得。
- 2002年 - 九州住電装大分第二工場操業開始。
- 2004年 - ゼロエミッション認定。
- 2005年 - 九州住電装大分第三工場操業開始。
- 2010年 - 東洋ハーネス、新宮電装と合併し、SWS西日本株式会社設立。

## 主要関係会社

### 関係会社
- 住友電装